# Käina (plaats)
Käina (Duits: Keinis) is een plaats in de Estlandse gemeente Hiiumaa, provincie Hiiumaa. De plaats heeft de status van vlek (Estisch: alevik).
Käina was tot in oktober 2017 de hoofdplaats van de gemeente Käina. In 2017 werd Käina bij de fusiegemeente Hiiumaa gevoegd.
In Selja, ten westen van Käina, werd in 1873 de componist Rudolf Tobias geboren. Zijn vader was koster in de kerk van Käina.

## Bevolking
Käina had 690 inwoners op 31 december 2011 en 667 inwoners op 31 december 2021.

## Geschiedenis
Käina werd voor het eerst genoemd in 1522 onder de naam Keinisz. De nederzetting lag voor het grootste deel op het landgoed van de kerk van Käina en voor een klein deel op dat van Putkaste, dat in particuliere handen was. In 1660 schonk Axel Julius De la Gardie een stuk land aan het landgoed van de kerk (Estisch: Käina kirikumõis), dat daarmee het grootste landgoed van Hiiumaa werd.
De kerk van Käina is ouder dan de plaats. In de 13e eeuw werd hier een houten kerk gebouwd. In de jaren 1492-1515 werd deze onder supervisie van Johannes III Orgas, prins-bisschop van Ösel-Wiek, vervangen door een stenen kerk. De kerk was oorspronkelijk gewijd aan Sint-Nicolaas, maar later aan Sint-Maarten. In de jaren 1859-1860 werd de kerk gerestaureerd en vergroot. Op 14 oktober 1941 werd de kerk echter getroffen door een Duitse brandbom en brandde ze af. Daarbij gingen onder andere het altaar en het orgel, dat nog gebouwd was door de vader van Rudolf Tobias, verloren. De ruïnes van de kerk zijn daarna wel geconserveerd, maar de kerk is nooit herbouwd.
In de jaren twintig van de 20e eeuw kreeg Käina de status van vlek (alevik). Tussen Käina en Selja lag een kleine nederzetting, die in 1945 de status van dorp kreeg en Käina küla (‘dorp Käina’) werd genoemd. In 1977 werd ze bij Käina gevoegd, maar in 1997 ging ze naar Selja.

## Foto's

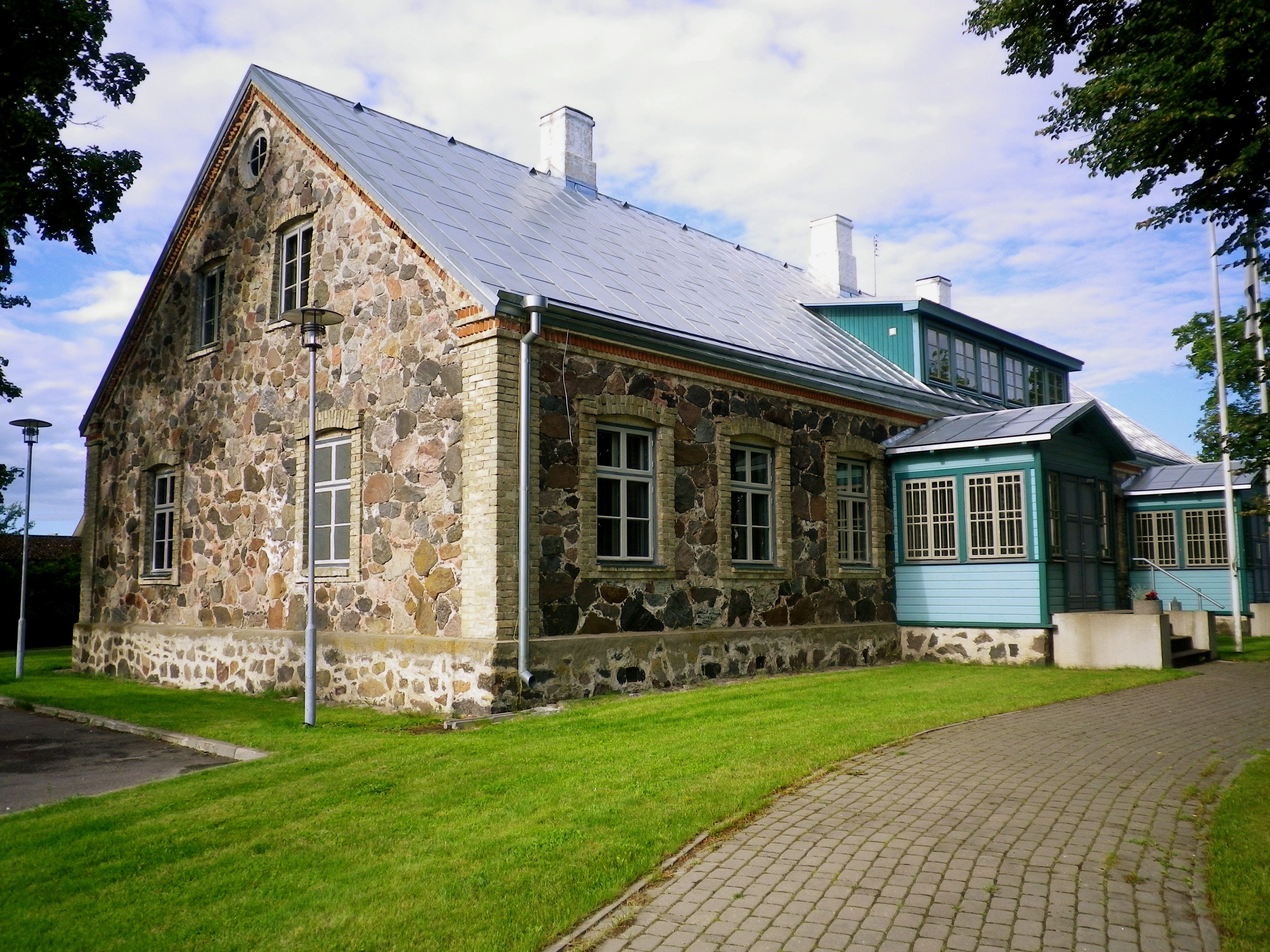
Voormalig gemeentehuis
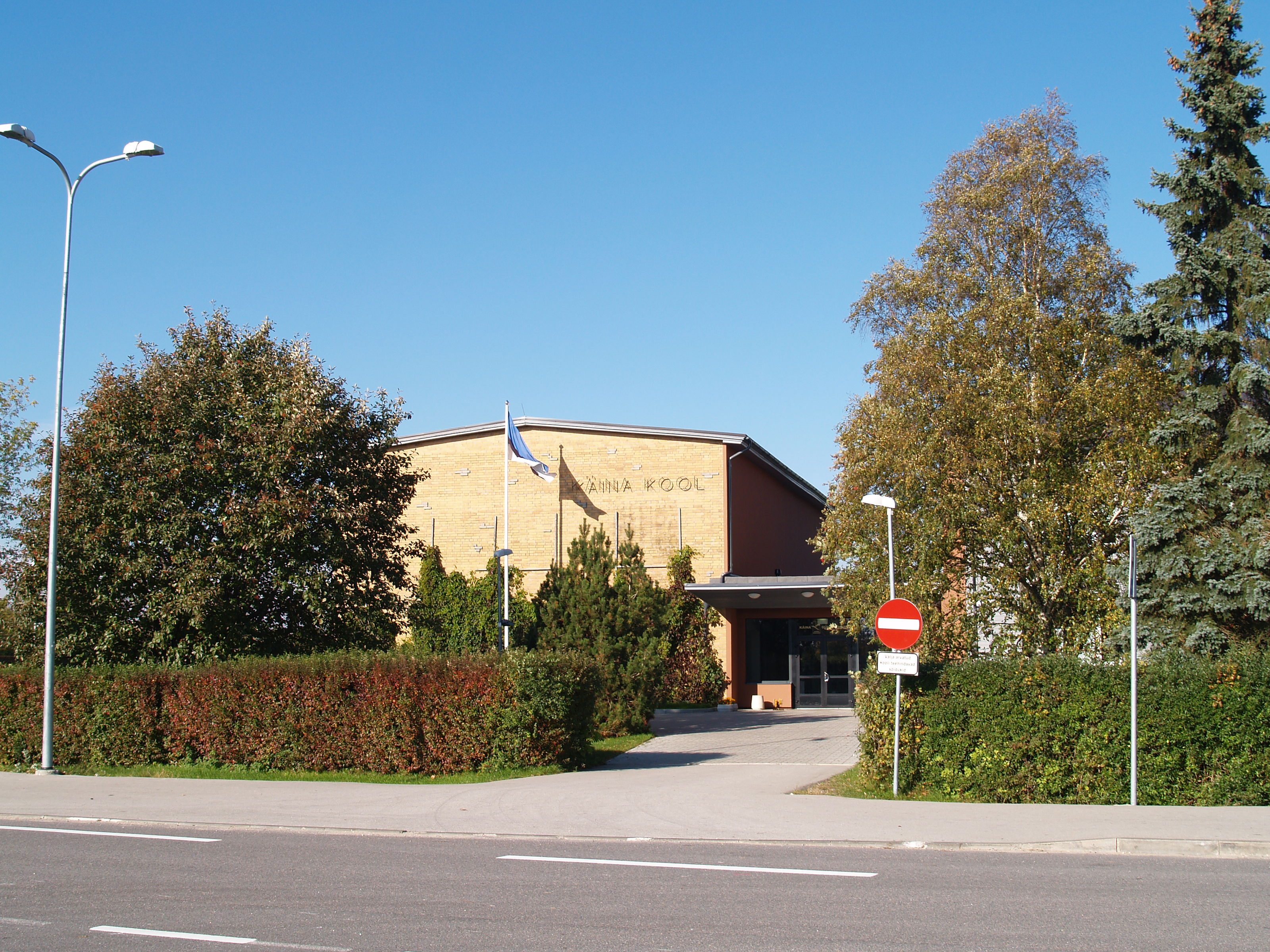
School in Käina
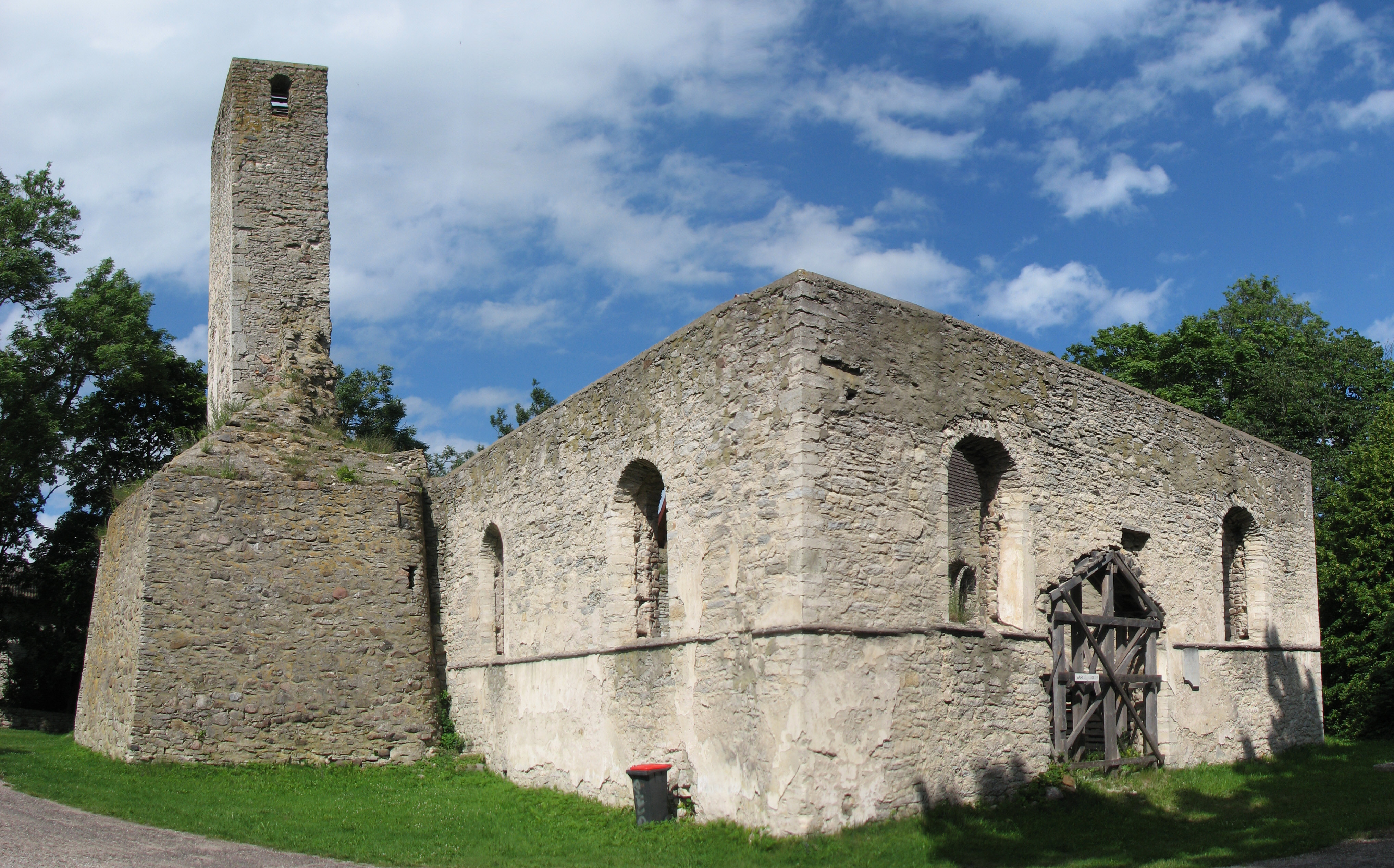
De ruïnes van de kerk
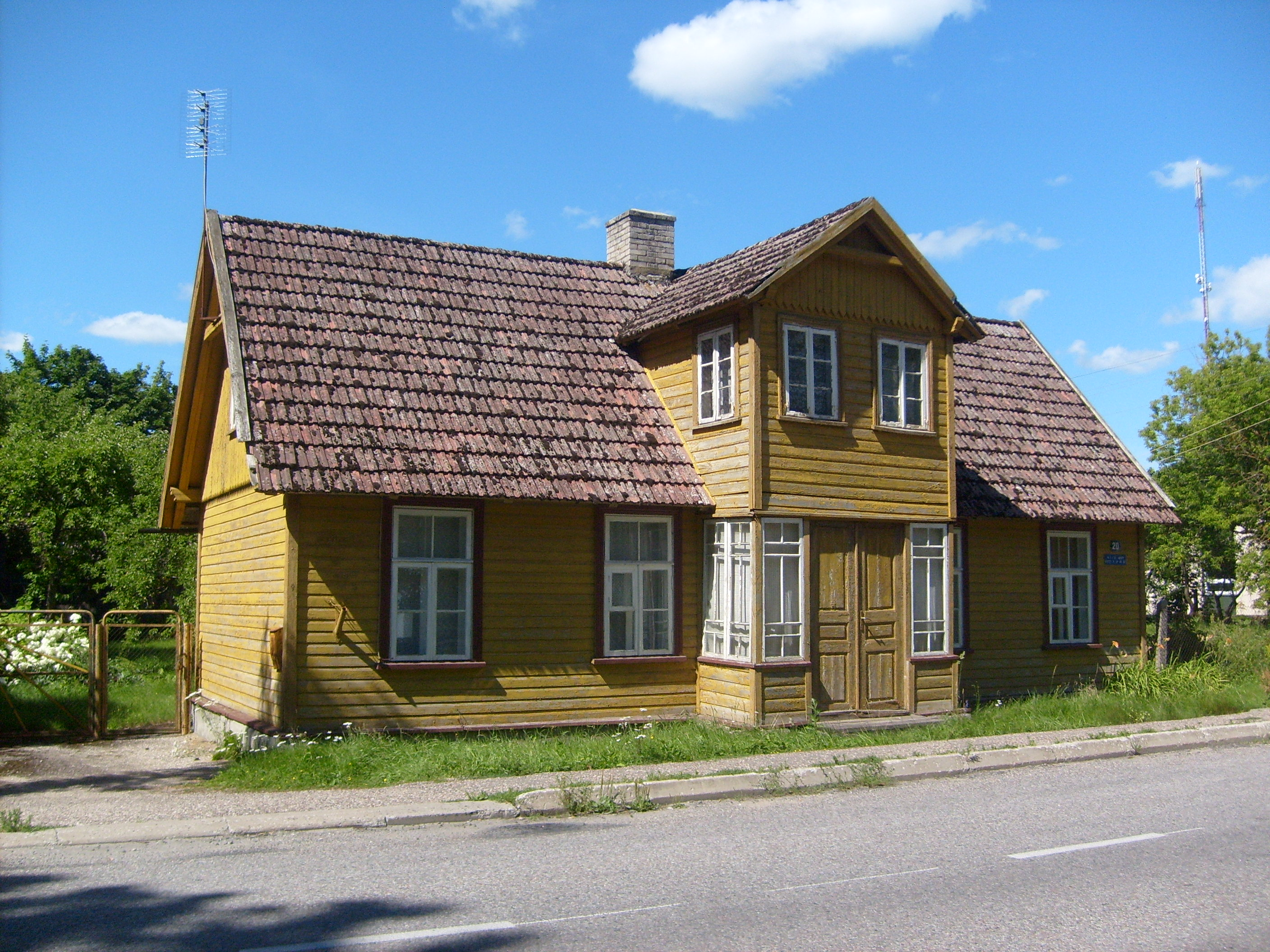
Houten huis
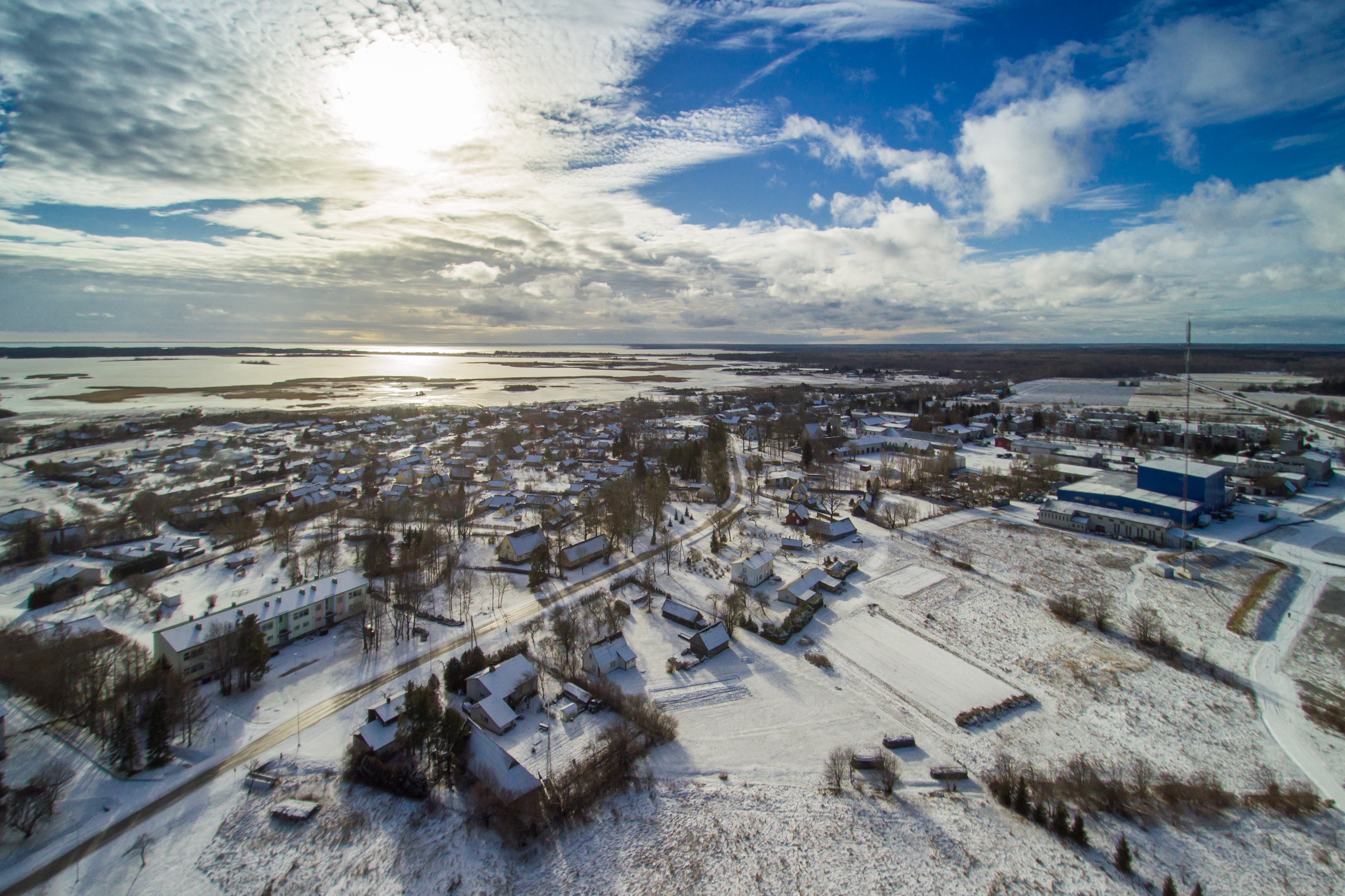
Käina in de winter